# Talleitspitze
Die Talleitspitze (früher auch Thalleitspitze) ist ein 3.406 Meter hoher Berg in den Ötztaler Alpen. Sie liegt direkt südlich von Vent im Ventertal und bildet den nordöstlichen Endpunkt des Kreuzkamms. Durch ihre Lage dominiert sie das Panorama bei der Anreise nach Vent und ist einer der markantesten Berge des Ventertals. Im Gegensatz zur weiter südwestlich liegenden Kreuzspitze führt auf die Talleitspitze kein markierter Steig, sie wird daher wenig begangen.
Wahrscheinlich wurde der Gipfel bereits 1811 durch Franz Hauslab ersterstiegen. Eine gesicherte Besteigung fand im Jahre 1853 im Rahmen der militärischen Vermessung statt.

## Lage und Umgebung

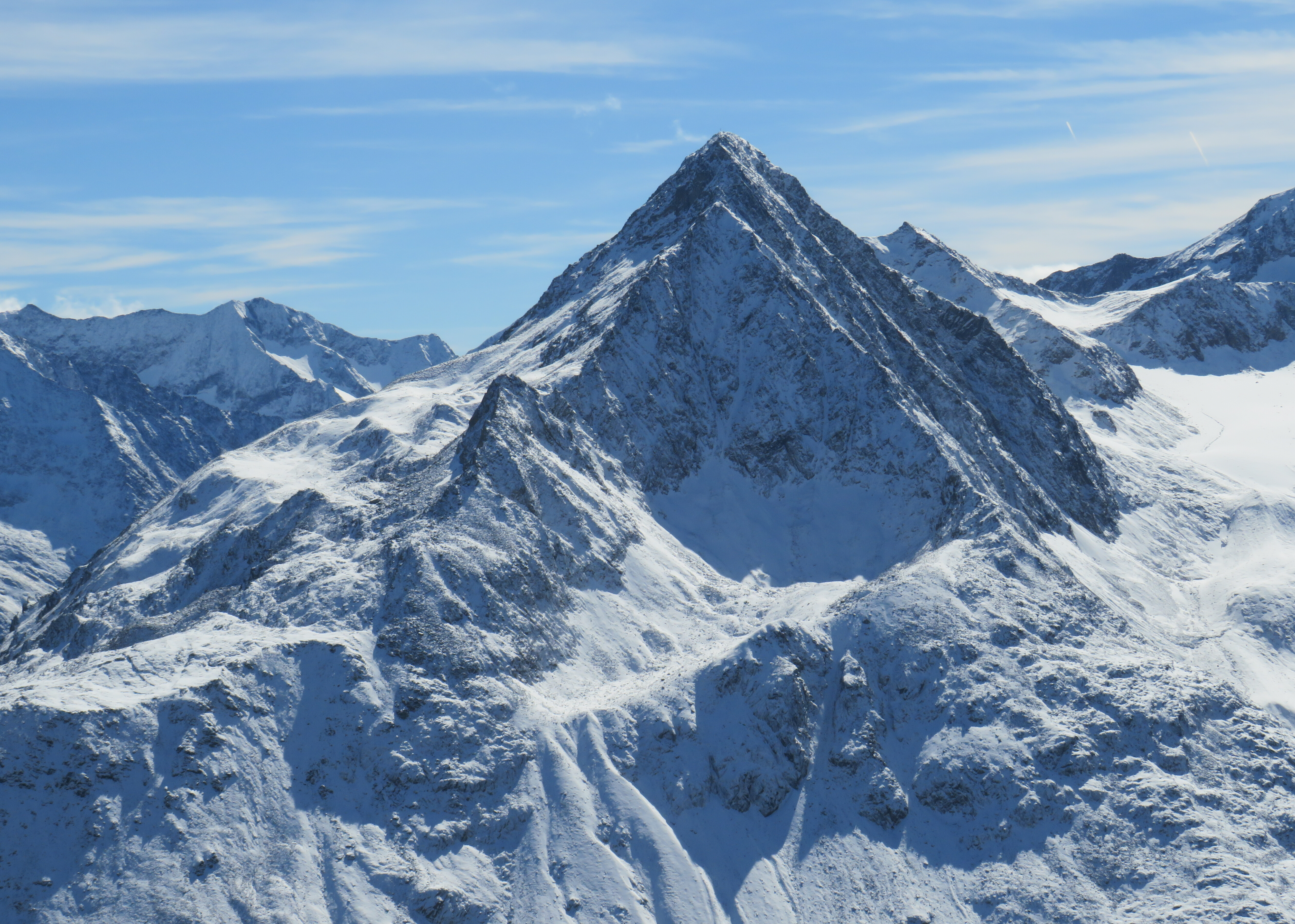
Talleitspitze von Nordosten mit Eisferner (rechts)

Die Talleitspitze bildet als nordöstlicher Endpunkt des Kreuzkammes, an dem sich die von Süden fließende Spiegelache und die von Südwesten kommende Rofenache bei Vent vereinigen, einen markanten Punkt im Gebiet. Dem Berg südwestlich benachbart ist im Verlauf des geschwungenen Südwestgrats nur die Kreuzspitze mit 3455 Metern Höhe. Südwestlich unterhalb des Talleitgipfels erstreckt sich der Gletscher Eisferner bis zu einer Höhe von etwa 3300 Metern. Die Ostflanke der Spitze fällt in einer Neigung von 50 bis 55° schrofig hinab ins Niedertal, die Westseite zum Rofental ist deutlich felsiger ausgeprägt.

## Besteigungsgeschichte
Franz Senn schreibt 1869, dass die Talleitspitze wahrscheinlich bereits im Jahre 1811 von dem damaligen  k. k. Fähnrich, nachmaligen Feldzeugmeister Freiherrn von Hauslab erstiegen wurde. Die erste dokumentierte Besteigung der Spitze fand jedenfalls 1853 im Rahmen der Katasteraufnahme statt. In dem damaligen Protokoll findet sich die Eintragung, dass man von Vent über die «Spieglerbrücke» geht und über den Abhang hinaufsteigt. In 3 Stunden der Thall. erreicht, in ¾ Stunden darüber, eine halbe Stunde zur Erklimmung der felsigen Spitze. In der Zeit zwischen dem 27. August und dem 14. September 1848 erstiegen die Gebrüder Schlagintweit die Spitze. Eine demzufolge dritte Ersteigung führten ein Landvermesser Hofmann und der Bergführer Benedict Klotz aus Vent 1861 durch.

## Anstiege

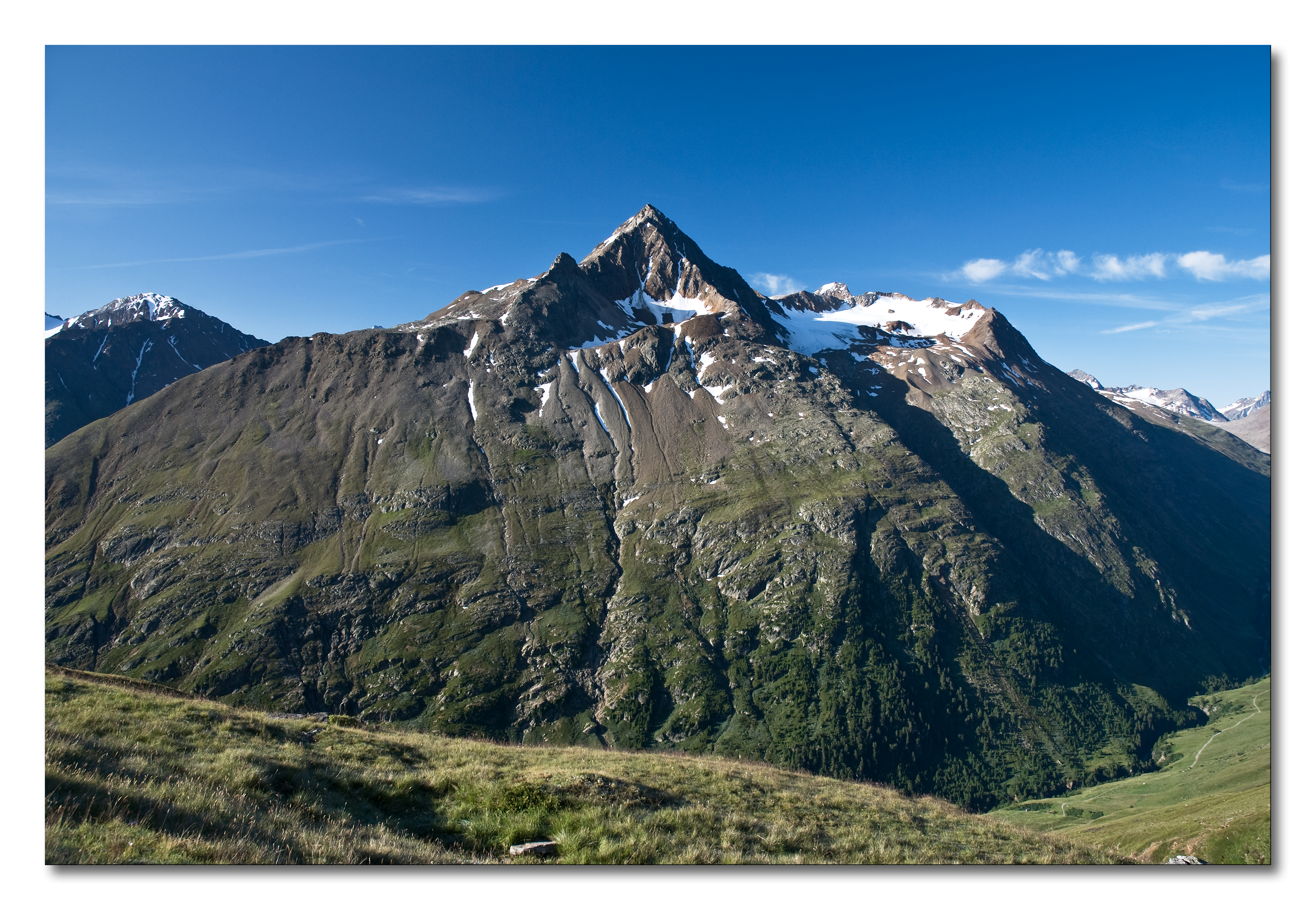
Talleitspitze von Norden, von links der Normalweg zum Gipfel

Der Normalweg führt von Vent in 5 Stunden auf den Gipfel. Zunächst steigt man dabei auf markiertem Weg auf das Hörnle (2406 m ü. A.), einem kleinen Vorsprung nordöstlich des Gipfels. Über einen schmäleren Pfad und steile Grashänge erreicht man die weiten Böden nordöstlich des Gipfels, Nun geht es über Blockwerk links an einem auffallenden Plattenturm vorbei (P. 3100), dahinter nach rechts auf den Nordostgrat. Über diesen langen, sehr zerborstenen und brüchigen Grat erreicht man den breiten Gipfel (UIAA I). Alternativ kann der letzte Teil des Anstiegs auch über den schrofigen Nordnordostgrat erfolgen. Das Gelände ist im oberen Teil des Aufstiegs teils sehr ausgesetzt und steinschlaggefährdet.
In vier Stunden ist auch ein Übergang von der Kreuzspitze zur Talleitspitze möglich. Der Fels ist brüchig und es sind Kletterschwierigkeiten des III. Grads zu bewältigen.